# 洋野黍
洋野黍（学名：Panicum dichotomiflorum）为禾本科黍属下的一个种。

## 扩展阅读
- 維基物種上的相關：洋野黍